# B&S

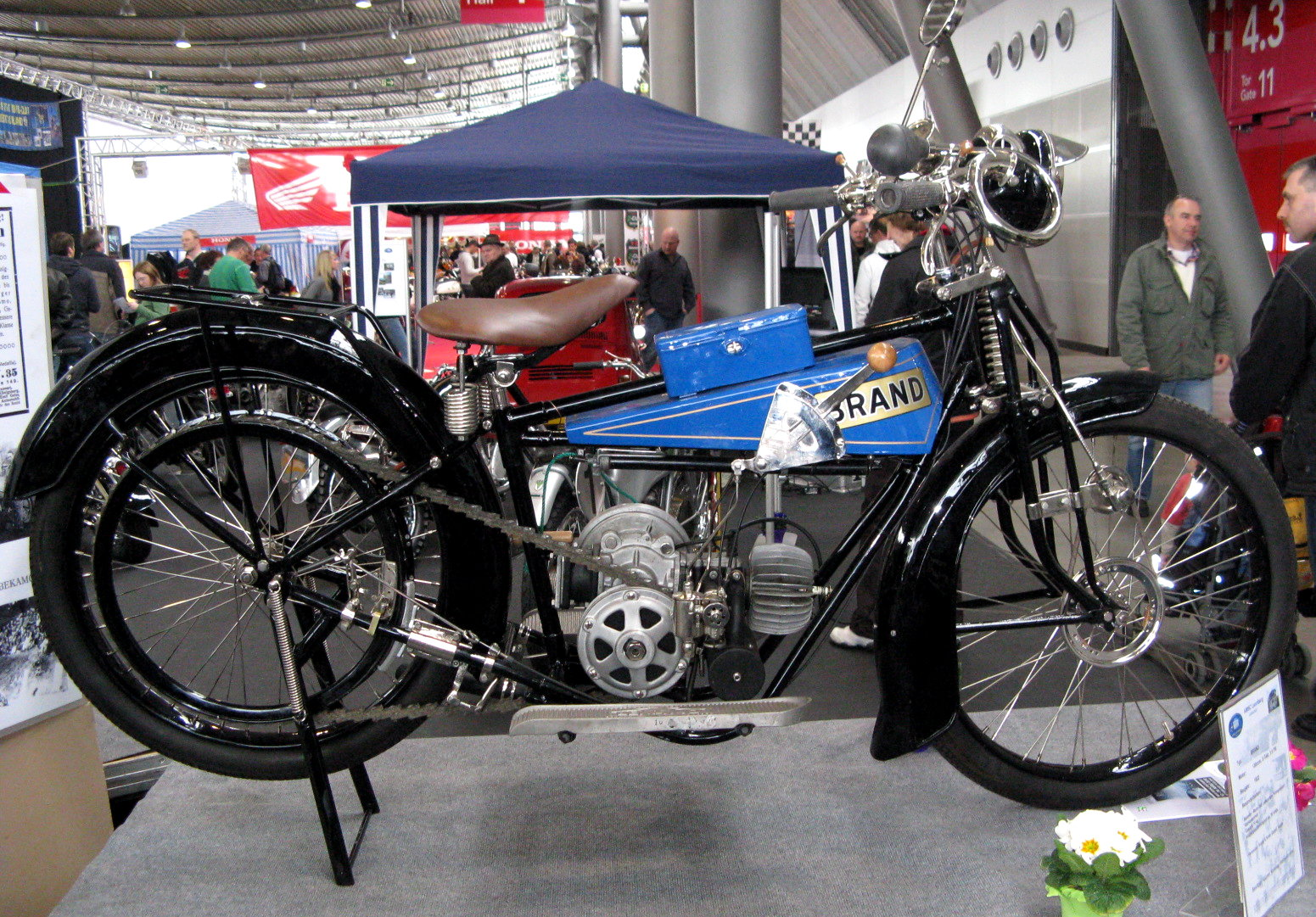
Bekamo-Brand uit 1922

B&S en Brand zijn Duitse historische merken van motorfietsen van dezelfde fabrikant.
De bedrijfsnaam was: Brand & Söhne, Berlin.
Brand & Söhne begon al in 1922 motorfietsen te maken. Dat was een jaar voor de uitbraak van de Duitse "motorboom". In 1923 ontstonden honderden concurrenten, die bijna allemaal eigen frames maakten waarin inbouwmotoren van andere fabrikanten werden gemonteerd. B&S gebruikte Bekamo-tweetaktmotoren van 123,- 147- en 173 cc die niet ingekocht werden, maar in de eigen fabriek in licentie gebouwd werden. Toen in 1925 ruim 150 kleine Duitse merken de deuren weer sloten overleefde B&S. Het bedrijf produceerde tot in 1928, volgens sommige bronnen zelfs tot 1930, toen de Grote Depressie uitbrak.